# دانیله مارتینتی
دانیله مارتینتی (انگلیسی: Daniele Martinetti؛ زادهٔ ۲۶ ژوئن ۱۹۸۱) بازیکن فوتبال اهل ایتالیا است.
از باشگاه‌هایی که در آن بازی کرده‌است می‌توان به باشگاه فوتبال تورینو، باشگاه فوتبال آ.اس. رم، باشگاه فوتبال ساسولو، باشگاه فوتبال نووارا، باشگاه فوتبال اتلتیکو آرتزو، و باشگاه فوتبال وارزه اشاره کرد.